# 샌디에이고 걸스 (ECHL)
| 샌디에이고 걸즈 |                                                                             |
| 콘퍼런스        | 서부 콘퍼런스 (2003년~2004년) 내셔널 콘퍼런스 (2004년~2006년)               |
| 디비전          | 퍼시픽 디비전 (2003년~2004년) (2005년~2006년) 웨스트 디비전 (2004년~2005년) |
| 설립연도        | 1995년 2003년 (ECHL 가입)                                                   |
| 해체연도        | 2006년                                                                      |
| 역사            | 샌디에이고 걸즈 (1995년~2006년)                                             |
| 경기장          | 아이페이원 센터                                                             |
| 연고지          | 캘리포니아주 샌디에이고                                                     |
| 상징색          | 오렌지, 하양, 검정                                                          |
| 구단주          |                                                                             |
| 단장            |                                                                             |
| 감독            |                                                                             |
| NHL 제휴        |                                                                             |
| AHL 제휴        |                                                                             |
| 정규시즌 우승   | WCHL : 5 (1996, 1997, 1998, 1999, 2001) ECHL : 1 (2004)                     |
| 콘퍼런스 우승   |                                                                             |
| 디비전 우승     | WCHL : 6 (1998, 1999, 2000, 2001, 2002, 2004)                               |
| 켈리 컵         |                                                                             |
| 영구 결번       |                                                                             |

샌디에이고 걸즈(San Diego Gulls)는 미국 캘리포니아주 샌디에이고를 연고지로 하는 2003년부터 2006년까지 ECHL 소속되었던 아이스 하키팀이다.

## 역대 홈경기장
| 경기장          | 사용기간      | 수용인원 | 장소                    | 비고 |
| --------------- | ------------- | -------- | ----------------------- | ---- |
| 샌디에이고 걸스 |               |          |                         |      |
| 아이페이원 센터 | 1995년~2006년 | 12,920명 | 캘리포니아주 샌디에이고 | 빈칸 |